# Liste der Stolpersteine in Hamburg-Hohenfelde
Die Liste der Stolpersteine in Hamburg-Hohenfelde enthält alle Stolpersteine, die im Rahmen des gleichnamigen Kunst-Projekts von Gunter Demnig in Hamburg-Hohenfelde verlegt wurden. Mit ihnen soll Opfern des Nationalsozialismus gedacht werden, die in Hamburg-Hohenfelde lebten und wirkten.
Diese Seite ist Teil der Liste der Stolpersteine in Hamburg, da diese mit insgesamt 7139 (Stand: März 2025) Steinen zu groß würde und deshalb je Stadtteil, in dem Steine verlegt wurden, eine eigene Seite angelegt wurde.
Die Stolpersteine in Hamburg-Hohenfelde werden durch Mitglieder und Freunde des Hohenfelder Bürgervereins von 1883 r. V. gepflegt.
| Adresse                                  | Person(en)                         | Inschrift | Bilder | Anmerkung |
| ---------------------------------------- | ---------------------------------- | --- | ------ | --- |
| Ackermannstraße 17 ·                     | Jenny Heinemann geb. Berna         | Hier wohnte Jenny Heinemann geb. Berna Jg. 1866 Flucht 1939 Holland interniert Westerbork deportiert 1943 ermordet in Auschwitz                                  |        | Eintrag auf stolpersteine-hamburg.de vor dem Eingang |
| Angerstraße 38 ·                         | Charlotte Heyne                    | Hier wohnte Charlotte Heyne Jg. 1896 eingewiesen 1943 Alsterdorfer Anstalten ‚verlegt‘ 16.8.1943 ‚Heilanstalt‘ Am Steinhof/Wien ermordet 17.11.1944              |        | Eintrag auf stolpersteine-hamburg.de |
| Angerstraße 44 ·                         | Arnold Löwenthal                   | Hier wohnte Arnold Löwenthal Jg. 1931 deportiert 1943 Theresienstadt ermordet in Auschwitz                                                                       |        | Eintrag auf stolpersteine-hamburg.de |
| Angerstraße 44 ·                         | Irmgard Löwenthal                  | Hier wohnte Irmgard Löwenthal Jg. 1930 deportiert 1943 Theresienstadt ermordet in Auschwitz                                                                      |        | Eintrag auf stolpersteine-hamburg.de |
| Armgartstraße 2 ·                        | Alice Hertz geb. Steinberg         | Hier wohnte Alice Hertz geb. Steinberg Jg. 1882 deportiert 1942 Theresienstadt 1944 Auschwitz ermordet                                                           |        | Eintrag auf stolpersteine-hamburg.de Ein weiterer Stolperstein befindet sich in Hamburg-Harvestehude.                                                                      |
| Armgartstraße 2 ·                        | Eduard Hertz                       | Hier wohnte Eduard Hertz Jg. 1870 deportiert 1942 Theresienstadt 1944 Auschwitz ermordet                                                                         |        | Eintrag auf stolpersteine-hamburg.de Ein weiterer Stolperstein befindet sich in Hamburg-Harvestehude.                                                                      |
| Armgartstraße 2 ·                        | Rudolf Ladewig                     | Hier wohnte Rudolf Ladewig Jg. 1893 verhaftet KZ Neuengamme ermordet April 1945                                                                                  |        | Eintrag auf stolpersteine-hamburg.de vor dem Eingang |
| Armgartstraße 2 ·                        | Elisabeth Rosenkranz               | Hier wohnte Elisabeth Rosenkranz Jg. 1906 verhaftet KZ Neuengamme ermordet April 1945                                                                            |        | Eintrag auf stolpersteine-hamburg.de vor dem Eingang |
| Armgartstraße 20 ·                       | Erna Minna Lieske                  | Hier wohnte Erna Lieske Jg. 1900 ‚Schutzhaft‘ 1937 KZ Fuhlsbüttel 1938 Gefängnis Cottbus ‚Sicherungsverwahrung‘ deportiert 1943 Auschwitz ermordet 24.4.1943     |        | Eintrag auf stolpersteine-hamburg.de (vorheriger Stein) |
| Armgartstraße 22 ·                       | Anneliese Mandowsky                | Hier wohnte Dr. Anneliese Mandowsky Jg. 1905 deportiert 1941 ermordet in Riga                                                                                    |        | Eintrag auf stolpersteine-hamburg.de Schwester von Erna Mandowsky |
| Armgartstraße 22 ·                       | Paula Mandowsky geb. Wienskowitz   | Hier wohnte Paula Mandowsky geb. Wienskowitz Jg. 1880 deportiert 1941 ermordet in Riga                                                                           |        | Eintrag auf stolpersteine-hamburg.de Mutter von Erna Mandowsky |
| Barcastraße 8 ·                          | Hermann Steindler                  | Hier wohnte Hermann Steindler Jg. 1890 Flucht 1933 Tschechoslowakei Sowjetunion Schicksal unbekannt                                                              |        | Eintrag auf stolpersteine-hamburg.de |
| Eilenau 15 ·                             | Gudrun David                       | Hier wohnte Gudrun David Jg. 1870 gedemütigt/entrechtet Flucht in den Tod 18.7.1942                                                                              |        | Eintrag auf stolpersteine-hamburg.de |
| Eilenau 16 ·                             | Theodor Plath                      | Hier wohnte Theodor Plath Jg. 1913 eingewiesen 11.8.1916 Alsterdorfer Anstalten ‚verlegt‘ 11.8.1943 Heilanstalt Mainkofen tot 12.1.1944                          |        | Eintrag auf stolpersteine-hamburg.de |
| Freiligrathstraße Ecke Lübecker Straße · | Ludwig Oehrlein                    | Hier wohnte Ludwig Oehrlein Jg. 1902 verhaftet 1939 KZ Neuengamme tot 3.5.1945                                                                                   |        | Eintrag auf stolpersteine-hamburg.de |
| Graumannsweg 15 ·                        | Margarethe Berger geb. Steindorff  | Hier wohnte Margarethe Berger geb. Steindorff Jg. 1894 deportiert 1942 Auschwitz ermordet                                                                        |        | Eintrag auf stolpersteine-hamburg.de |
| Graumannsweg 32 ·                        | Anna Böttcher geb. Stock           | Hier wohnte Anna Böttcher geb. Stock Jg. 1884 gedemütigt/entrechtet Flucht in den Tod 11.7.1942                                                                  |        | Eintrag auf stolpersteine-hamburg.de vor dem Eingang |
| Graumannsweg 48 ·                        | Emmy Rothgiesser                   | Hier wohnte Emmy Rothgiesser Jg. 1900 deportiert 1941 Łodz Schicksal unbekannt                                                                                   |        | Eintrag auf stolpersteine-hamburg.de |
| Graumannsweg 64 ·                        | Siegfried Lychenheim               | Hier wohnte Siegfried Lychenheim Jg. 1882 deportiert 1941 Łodz/Litzmannstadt ermordet 8.3.1942                                                                   |        | Eintrag auf stolpersteine-hamburg.de |
| Güntherstraße 44 ·                       | Jenny Reich                        | Hier wohnte Jenny Reich Jg. 1887 verlegt 1941 aus ‚Heilanstalt‘ Bendorf-Sayn ermordet                                                                            |        | Eintrag auf stolpersteine-hamburg.de Stolperstein liegt vorne in der Zuwegung zu den Häusern Nr. 40–44                                                                     |
| Güntherstraße 45 ·                       | Karl Levi                          | Hier wohnte Karl Levi Jg. 1909 eingewiesen 16.4.1943 ‚Heilanstalt‘ Meseritz-Obrawalde ermordet 5.5.1943                                                          |        | Eintrag auf stolpersteine-hamburg.de |
| Güntherstraße 90 ·                       | Agnes Joel                         | Hier wohnte Agnes Joel Jg. 1864 deportiert 1942 Theresienstadt ermordet 5.8.1942                                                                                 |        | Eintrag auf stolpersteine-hamburg.de |
| Hohenfelder Straße 15 ·                  | Sophie Schult                      | Hier wohnte Sophie Schult Jg. 1911 eingewiesen 19.3.1933 Alsterdorfer Anstalten ‚verlegt‘ 16.8.1943 Heilanstalt Am Steinhof Wien ermordet 27.6.1944              |        | Eintrag auf stolpersteine-hamburg.de |
| Ifflandstraße/Schröderstraße ·           | Carl Theodor Griesel               | Hier wohnte Carl Theodor Griesel Jg. 1879 verhaftet KZ Fuhlsbüttel misshandelt tot an Folgen 5.2.1942                                                            |        | Eintrag auf stolpersteine-hamburg.de Ifflandstraße Höhe Schröderstraße, vormals Schröderstraße 5, Seite der Alsterschwimmhalle (Gebäudeecke)                               |
| Ifflandstraße 8 ·                        | Gertrud Hoffmann                   | Hier wohnte Gertrud Hoffmann geb. Weiss Jg. 1891 Flucht 1939 England tot 19.9.1940 Bombenangriff London                                                          |        | Eintrag auf stolpersteine-hamburg.de vor der Zuwegung zur Ifflandstraße 8                                                                                                  |
| Ifflandstraße 8 ·                        | Gustav Hoffmann                    | Hier wohnte Dr. Gustav Hoffmann Jg. 1883 Flucht 1939 England tot 19.9.1940 Bombenangriff London                                                                  |        | Eintrag auf stolpersteine-hamburg.de vor der Zuwegung zur Ifflandstraße 8                                                                                                  |
| Ifflandstraße 8 ·                        | Hermann Kohn                       | Hier wohnte Hermann Kohn Jg. 1885 deportiert 1941 Minsk tot 6.1.1945 KZ Flossenbürg                                                                              |        | Eintrag auf stolpersteine-hamburg.de vor der Zuwegung zur Ifflandstraße 8                                                                                                  |
| Ifflandstraße 8 ·                        | Sidonie Kohn geb. Stransky         | Hier wohnte Sidonie Kohn geb. Stransky Jg. 1892 deportiert 1941 ermordet in Minsk                                                                                |        | Eintrag auf stolpersteine-hamburg.de vor der Zuwegung zur Ifflandstraße 8                                                                                                  |
| Ifflandstraße 8 ·                        | Ina Löwenthal geb. Ascher          | Hier wohnte Ina Löwenthal geb. Ascher Jg. 1873 deportiert 1942 Theresienstadt ermordet 1942 in Treblinka                                                         |        | Eintrag auf stolpersteine-hamburg.de vor der Zuwegung zur Ifflandstraße 8                                                                                                  |
| Ifflandstraße 8 ·                        | Haskel (Adolf) Lubelsky            | Hier wohnte Haskel (Adolf) Lubelsky Jg. 1898 verhaftet 1937 Fuhlsbüttel 1941 Bremen-Oslebshausen deportiert Auschwitz ermordet 10.2.1943                         |        | Eintrag auf stolpersteine-hamburg.de vor der Zuwegung zur Ifflandstraße 8                                                                                                  |
| Ifflandstraße 59 ·                       | Louis Levin                        | Hier wohnte Louis Levin Jg. 1864 verhaftet 1942 KZ Fuhlsbüttel deportiert 1942 Theresienstadt ermordet 9.9.1942                                                  |        | Eintrag auf stolpersteine-hamburg.de vor der Zuwegung zur Ifflandstraße 59                                                                                                 |
| Kuhmühle 6 ·                             | Hans Fabian                        | Hier wohnte Hans Fabian Jg. 1893 eingewiesen 1940 Landesanstalt Brandenburg ermordet                                                                             |        | Eintrag auf stolpersteine-hamburg.de |
| Kuhmühle 6 ·                             | Helene Herz geb. Nathan            | Hier wohnte Helene Herz geb. Nathan Jg. 1870 deportiert 1942 Theresienstadt ermordet 14.9.1942                                                                   |        | Eintrag auf stolpersteine-hamburg.de |
| Landwehr 16 ·                            | Alice Joel                         | Hier wohnte Alice Joel Jg. 1869 deportiert 1942 Theresienstadt ermordet 1942 in Treblinka                                                                        |        | Eintrag auf stolpersteine-hamburg.de |
| Lessingstraße 24 ·                       | Oswald Behrens                     | Hier wohnte Oswald Behrens Jg. 1901 verhaftet 1938 KZ Fuhlsbüttel 1939 Zuchthaus Bremen-Oslebshausen deportiert 1943 Auschwitz ermordet 1.2.1943                 |        | Eintrag auf stolpersteine-hamburg.de |
| Lübecker Straße Ecke Steinhauerdamm ·    | Heinz Alexander                    | Hier wohnte Heinz Alexander Jg. 1914 verhaftet 1941 KZ Fuhlsbüttel deportiert 1941 ermordet in Riga                                                              |        | Eintrag auf stolpersteine-hamburg.de |
| Lübecker Straße Ecke Steinhauerdamm ·    | Sophie Cohn                        | Hier wohnte Sophie Cohn Jg. 1873 deportiert 1942 Theresienstadt ermordet 1944 in Auschwitz                                                                       |        | Eintrag auf stolpersteine-hamburg.de |
| Lübecker Straße Ecke Steinhauerdamm ·    | Bernhard Lewinsohn                 | Hier wohnte Bernhard Lewinsohn Jg. 1902 Flucht 1936 Holland interniert Westerbork deportiert 1941 ermordet 4.9.1942 Auschwitz                                    |        | Eintrag auf stolpersteine-hamburg.de |
| Lübecker Straße 13–15 ·                  | Reinhard Blumenthal                | Hier wohnte Reinhard Blumenthal Jg. 1897 Flucht 1938 Holland interniert Westerbork deportiert 1943 Bergen-Belsen 1944 Theresienstadt ermordet 1944 Auschwitz     |        | Eintrag auf stolpersteine-hamburg.de |
| Lübecker Straße 13–15 ·                  | Marikita Lindenheim                | Hier wohnte Marikita Lindenheim Jg. 1872 deportiert 1942 Theresienstadt 1944 Auschwitz ermordet                                                                  |        | Eintrag auf stolpersteine-hamburg.de |
| Lübecker Straße 13–15 ·                  | Adolf Robertson                    | Hier wohnte Adolf Robertson Jg. 1862 gedemütigt/entrechtet Flucht in den Tod 14.7.1942                                                                           |        | Eintrag auf stolpersteine-hamburg.de |
| Lübecker Straße 27 ·                     | Hans Ludwig Alfred Dreckmann       | Hier wohnte Hans Ludwig Alfred Dreckmann Jg. 1908 KZ Sachsenhausen ermordet 23.6.1942                                                                            |        | Eintrag auf stolpersteine-hamburg.de Stolperstein liegt auf dem Gehweg Lübecker Straße vor der Gebäudeecke Haus Nr. 27a                                                    |
| Lübecker Straße 49a ·                    | Maria Schön geb. Tessner           | Hier wohnte Maria Schön geb. Tessner Jg. 1902 eingewiesen 1938 Heilanstalt Langenhorn ‚verlegt‘ 16.8.1943 ‚Heilanstalt‘ Am Steinhof/Wien ermordet 3.12.1945      |        | Eintrag auf stolpersteine-hamburg.de Stolperstein liegt auf dem Gehweg Lübecker Straße vor der Gebäudeecke Haus Nr. 27a                                                    |
| Lübecker Straße 72 ·                     | Wilhelm Dose                       | Hier wohnte Wilhelm Dose Jg. 1901 inhaftiert Dreibergen-Bützow ermordet 31.8.1942                                                                                |        | Eintrag auf stolpersteine-hamburg.de |
| Lübecker Straße 72 ·                     | Woldemar Preussner                 | Hier wohnte Woldemar Preussner Jg. 1916 inhaftiert KZ Neuengamme ermordet 25.10.1942                                                                             |        | Eintrag auf stolpersteine-hamburg.de |
| Lübecker Straße 78 ·                     | Edith Lola Töpke geb. Simon        | Hier wohnte Edith Lola Töpke geb. Simon Jg. 1891 deportiert 1941 Riga 1944 Stutthof ermordet 3.1.1945                                                            |        | Eintrag auf stolpersteine-hamburg.de Stolperstein liegt auf dem Gehweg Lübecker Straße vor Haus Nr. 78a                                                                    |
| Lübecker Straße 101 ·                    | Robert Behr                        | Hier wohnte Robert Behr Jg. 1901 entrechtet/gedemütigt Flucht in den Tod 18.2.1944                                                                               |        | Eintrag auf stolpersteine-hamburg.de Stolperstein liegt vor der Gebäudeecke Lübecker Straße/Wandsbeker Stieg                                                               |
| Lübecker Straße 101 ·                    | Ernst Fraenkel                     | Hier praktizierte Dr. Ernst Fraenkel Jg. 1872 deportiert 1942 Theresienstadt tot 16.6.1943                                                                       |        | Eintrag auf stolpersteine-hamburg.de Stolperstein liegt vor der Gebäudeecke Lübecker Straße/Wandsbeker Stieg Ein weiterer Stolperstein befindet sich in Hamburg-Eppendorf. |
| Lübecker Straße 102 ·                    | Rosa Cohn                          | Hier wohnte Rosa Cohn Jg. 1882 deportiert 1942 Theresienstadt 1944 Auschwitz ermordet                                                                            |        | Eintrag auf stolpersteine-hamburg.de |
| Lübecker Straße 102 ·                    | Rudolf Cohn                        | Hier wohnte Rudolph Cohn Jg. 1888 deportiert 1941 Minsk ermordet                                                                                                 |        | Eintrag auf stolpersteine-hamburg.de lt. www.stolpersteine-hamburg.de lautet der Vorname „Rudolf“                                                                          |
| Lübecker Straße 110 ·                    | Arno Bleich                        | Hier wohnte Arno Bleich Jg. 1928 deportiert 1943 Theresienstadt 1944 Auschwitz ermordet                                                                          |        | Eintrag auf stolpersteine-hamburg.de |
| Lübecker Straße 110 ·                    | Jacob Bleich                       | Hier wohnte Jacob Bleich Jg. 1926 deportiert 1943 Theresienstadt 1944 Auschwitz ermordet                                                                         |        | Eintrag auf stolpersteine-hamburg.de |
| Lübecker Straße 110 ·                    | Markus Bleich                      | Hier wohnte Markus Bleich Jg. 1891 ausgewiesen 1938 Zbaszyn 1939 KZ Fuhlsbüttel deportiert 1941 Łodz 1942 Chelmno ermordet                                       |        | Eintrag auf stolpersteine-hamburg.de |
| Mühlendamm 12 ·                          | Hubert Mayer                       | Hier wohnte Hubert Mayer Jg. 1900 verhaftet 1936 KZ Fuhlsbüttel Flucht in den Tod 30.3.1938                                                                      |        | Eintrag auf stolpersteine-hamburg.de |
| Mühlendamm 12 ·                          | Bruno Rosenbaum                    | Hier wohnte Bruno Rosenbaum Jg. 1875 verhaftet 1938 KZ Fuhlsbüttel Sachsenhausen tot 28.11.1940 Dachau                                                           |        | Eintrag auf stolpersteine-hamburg.de |
| Mühlendamm 47 ·                          | Hans Prawitt                       | Hier wohnte Hans Prawitt Jg. 1913 ermordet 1944 KZ Buchenwald |        | Eintrag auf stolpersteine-hamburg.de |
| Mühlendamm 47 ·                          | Erwin Weissfeiler                  | Hier wohnte Erwin Weissfeiler Jg. 1900 deportiert 1942 ermordet in Auschwitz                                                                                     |        | Eintrag auf stolpersteine-hamburg.de |
| Mühlendamm 47 ·                          | Helene Weissfeiler geb. Schaingold | Hier wohnte Helene Weissfeiler geb. Schaingold Jg. 1875 deportiert 1942 Theresienstadt ermordet 23.2.1943                                                        |        | Eintrag auf stolpersteine-hamburg.de |
| Mühlendamm 61 ·                          | Clara Stecher geb. Frensdorff      | Hier wohnte Clara Stecher geb. Frensdorff Jg. 1877 verhaftet 1935 KZ Fuhlsbüttel entlassen 1941 Flucht in den Tod 11.7.1941                                      |        | Eintrag auf stolpersteine-hamburg.de Wohnungseingang |
| Mühlendamm 70 ·                          | Feigel Thon geb. Teichner          | Hier wohnte Feigel Thon geb. Teichner Jg. 1876 deportiert 1941 Łodz ermordet 10.5.1942 Chelmno                                                                   |        | Eintrag auf stolpersteine-hamburg.de lt. www.stolpersteine-hamburg.de lautet der vollständige Vorname „Steffi Feigel „Fany“ Thon“                                          |
| Mühlendamm 72 ·                          | Susanne Friedländer geb. Cohen     | Hier wohnte Susanne Friedländer geb. Cohen Jg. 1868 deportiert 1943 Theresienstadt ermordet 11.3.1944                                                            |        | Eintrag auf stolpersteine-hamburg.de |
| Mundsburger Damm 1 ·                     | Camilla Gembicki geb. Kemlinski    | Hier wohnte Camilla Gembicki geb. Kemlinski Jg. 1878 deportiert 1941 Riga ???                                                                                    |        | Eintrag auf stolpersteine-hamburg.de vor dem Eingang |
| Mundsburger Damm 1 ·                     | Heinrich Kemlinski                 | Hier wohnte Heinrich Kemlinski Jg. 1904 deportiert 1941 KZ Flossenbürg ermordet 9.4.1942                                                                         |        | Eintrag auf stolpersteine-hamburg.de vor dem Eingang |
| Mundsburger Damm 1 ·                     | Toni Kemlinski                     | Hier wohnte Toni Kemlinski Jg. 1876 deportiert 1941 Riga ??? |        | Eintrag auf stolpersteine-hamburg.de vor dem Eingang |
| Mundsburger Damm 1 ·                     | Gerd Hermann Schwab                | Hier wohnte Gerd Hermann Schwab Jg. 1929 deportiert 1941 Riga ???                                                                                                |        | Eintrag auf stolpersteine-hamburg.de vor dem Eingang |
| Mundsburger Damm 1 ·                     | Herma Schwab                       | Hier wohnte Herma Schwab Jg. 1927 deportiert Riga ??? |        | Eintrag auf stolpersteine-hamburg.de vor dem Eingang |
| Mundsburger Damm 1 ·                     | Kurt Schwab                        | Hier wohnte Kurt Schwab Jg. 1892 Flucht 1939 Schweiz/Belgien interniert Mechelen deportiert 1942 ermordet in Auschwitz                                           |        | Eintrag auf stolpersteine-hamburg.de vor dem Eingang |
| Neubertstraße 56 ·                       | Oscar Strelitz                     | Hier wohnte Oscar Strelitz Jg. 1900 verhaftet 1938 KZ Fuhlsbüttel deportiert 1945 Theresienstadt ermordet 10.3.1945                                              |        | Eintrag auf stolpersteine-hamburg.de |
| Papenhuder Straße 15 ·                   | Fritz Neumann                      | Hier wohnte Dr. Fritz Neumann Jg. 1897 im Widerstand verhaftet März 1935 Gestapozentrale Stadthaus KZ Fuhlsbüttel entlassen 1937 Flucht 1937 USA                 |        | Eintrag auf stolpersteine-hamburg.de |
| Papenhuder Straße 15 ·                   | Ilse Neumann geb. Burmester        | Hier wohnte Ilse Neumann geb. Burmester Jg. 1898 Flucht 1939 USA                                                                                                 |        | Eintrag auf stolpersteine-hamburg.de |
| Schröderstraße 20a ·                     | Louise Grün                        | Hier wohnte Louise Grün Jg. 1873 deportiert 1942 Theresienstadt 1942 Treblinka ermordet                                                                          |        | Eintrag auf stolpersteine-hamburg.de Mitte Hauszuwegung |
| Schröderstraße 22a ·                     | Hedwig Kramper                     | Hier wohnte Hedwig Kramper Jg. 1921 ermordet 1942 Heilanstalt Tiegenhof Griezno                                                                                  |        | Eintrag auf stolpersteine-hamburg.de Mitte Hauszuwegung |
| Sechslingspforte 4 ·                     | Otto Hermann Bergmann              | Hier wohnte Otto Hermann Bergmann Jg. 1886 verhaftet 1942 tot an Haftfolgen 13.11.1944                                                                           |        | Eintrag auf stolpersteine-hamburg.de rechts von der Zufahrt zum Parkplatz Alsterschwimmhalle                                                                               |
| Sechslingspforte 5 ·                     | Alexander Blankenstein             | Hier wohnte Alexander Blankenstein Jg. 1882 deportiert 1941 Łodz weiterdeportiert 1944 ???                                                                       |        | Eintrag auf stolpersteine-hamburg.de rechts von der Zufahrt zum Parkplatz Alsterschwimmhalle                                                                               |
| Sechslingspforte 5 ·                     | Lea Blankenstein geb. Silberberg   | Hier wohnte Lea Blankenstein geb. Silberberg Jg. 1897 deportiert 1941 ermordet in Łodz                                                                           |        | Eintrag auf stolpersteine-hamburg.de rechts von der Zufahrt zum Parkplatz Alsterschwimmhalle                                                                               |
| Sechslingspforte 7 ·                     | Otto Dietzsch                      | Hier wohnte Otto Dietzsch Jg. 1886 KZ Sachsenhausen ermordet 9.6.1940                                                                                            |        | Eintrag auf stolpersteine-hamburg.de rechts von der Zufahrt zum Parkplatz Alsterschwimmhalle                                                                               |
| Sechslingspforte 16 ·                    | Cäcilie Hüttner                    | Hier wohnte Cäcilie Hüttner Jg. 1888 deportiert 1941 Łodz ermordet 1942 in Chelmno                                                                               |        | Eintrag auf stolpersteine-hamburg.de rechts von der Zufahrt zum Parkplatz Alsterschwimmhalle                                                                               |
| Sechslingspforte 16 ·                    | Gertrud Hüttner                    | Hier wohnte Gertrud Hüttner Jg. 1893 deportiert 1941 ermordet in Minsk                                                                                           |        | Eintrag auf stolpersteine-hamburg.de rechts von der Zufahrt zum Parkplatz Alsterschwimmhalle                                                                               |
| Sechslingspforte 16 ·                    | Leopold Hüttner                    | Hier wohnte Leopold Hüttner Jg. 1889 deportiert 1941 Łodz ermordet 12.5.1943                                                                                     |        | Eintrag auf stolpersteine-hamburg.de rechts von der Zufahrt zum Parkplatz Alsterschwimmhalle                                                                               |
| Uhlandstraße 4 ·                         | Doris Arendt geb. Ostrower         | Hier wohnte Doris Arendt geb. Ostrower Jg. 1892 deportiert 1942 Auschwitz ermordet                                                                               |        | Eintrag auf stolpersteine-hamburg.de |
| Uhlandstraße 4 ·                         | Louis Arendt                       | Hier wohnte Louis Arendt Jg. 1879 deportiert 1942 Auschwitz ermordet                                                                                             |        | Eintrag auf stolpersteine-hamburg.de |
| Uhlandstraße 4 ·                         | Norbert Arendt                     | Hier wohnte Norbert Arendt Jg. 1918 verhaftet 1937 Zuchthaus Hamburg Flucht 1940 Palästina MS Patria ertrunken 25.11.1940                                        |        | Eintrag auf stolpersteine-hamburg.de |
| Uhlandstraße 4 ·                         | Emil Specht                        | Hier wohnte Emil Specht Jg. 1866 verhaftet 1941 KZ Fuhlsbüttel 1942 Gefängnis Fuhlsbüttel deportiert 1942 ermordet Dez. 1942 in Auschwitz                        |        | Eintrag auf stolpersteine-hamburg.de |
| Uhlandstraße 37 ·                        | Hilde Chassel geb. Weber           | Hier wohnte Hilde Chassel geb. Weber Jg. 1894 deportiert 1941 Łodz Schicksal unbekannt                                                                           |        | Eintrag auf stolpersteine-hamburg.de |
| Uhlandstraße 37 ·                        | Max Chassel                        | Hier wohnte Max Chassel Jg. 1886 deportiert 1941 Łodz tot 12.6.1942                                                                                              |        | Eintrag auf stolpersteine-hamburg.de |
| Wandsbeker Stieg 12 ·                    | Clara Hamburger                    | Hier wohnte Clara Hamburger geb. Seckel Jg. 1859 deportiert 1942 Theresienstadt ermordet 1942 in Treblinka                                                       |        | Eintrag auf stolpersteine-hamburg.de |
| Wandsbeker Stieg 31 ·                    | Elfriede Chariner                  | Hier wohnte Elfriede Chariner Jg. 1877 deportiert 1941 Łodz ermordet 16.3.1942                                                                                   |        | Eintrag auf stolpersteine-hamburg.de |
| Wandsbeker Stieg 41 ·                    | Adele Mayer geb. Hirschfeld        | Hier wohnte Adele Mayer geb. Hirschfeld Jg. 1877 deportiert 1941 Łodz tot 5.4.1942                                                                               |        | Eintrag auf stolpersteine-hamburg.de |
| Wandsbeker Stieg 41 ·                    | Paul Stiefel                       | Hier wohnte Paul Stiefel Jg. 1893 deportiert 1943 ermordet in Auschwitz                                                                                          |        | Eintrag auf stolpersteine-hamburg.de |
| Wandsbeker Stieg 44 ·                    | Hans Kühl                          | Hier wohnte Hans Kühl Jg. 1900 eingewiesen Alsterdorfer Anstalten ‚verlegt‘ 7.8.1943 Heilanstalt Eichberg 13.10.1943 ‚Heilanstalt‘ Weilmünster ermordet 5.5.1944 |        | Eintrag auf stolpersteine-hamburg.de liegt bei den Steinen für Hausnr. 41                                                                                                  |